# Bulls Gap
Bulls Gap est une municipalité américaine située dans le comté de Hawkins au Tennessee. Selon le recensement de 2010, Bulls Gap compte 738 habitants.
La municipalité s'étend sur 1,29 milles carrés (3,34 km2). Elle est composée de deux zones : le centre historique, inscrit au Registre national des lieux historiques et situé le long du chemin de fer, et le nouveau centre, près de l'U.S. Route 11E.
La localité doit son nom au commerçant et armurier local John Bull.